# Fernando Pérez Royo
Fernando Pérez Royo (ur. 25 stycznia 1943 w Alcalá de Guadaíra) – hiszpański polityk, prawnik, nauczyciel akademicki, parlamentarzysta krajowy, w latach 1987–1992 i 1994–2004 deputowany do Parlamentu Europejskiego.

## Życiorys
Ukończył w 1965 studia na Uniwersytecie w Sewilli. W 1968 uzyskał stopień doktora prawa na Uniwersytecie Bolońskim. Karierę naukową rozpoczął jako asystent prawa finansowego na Uniwersytecie Walencji. W 1981 objął stanowisko profesora na Uniwersytecie w Kadyksie, a w 1985 w Sewilli.
Od 1979 do 1986 był członkiem Kongresu Deputowanych, niższej izby Kortezów Generalnych.
W 1987 uzyskał mandat posła do Parlamentu Europejskiego II kadencji z ramienia komunistycznej Zjednoczonej Lewicy. W 1989 skutecznie ubiegał się o reelekcję, z PE odszedł w 1992. Pełnił wówczas od 1988 do 1989 funkcję wiceprzewodniczącego Grupy Komunistów i Sojuszników, a następnie przez trzy lata funkcję wiceprzewodniczącego Europarlamentu III kadencji. Ponownie deputowanym zostawał w wyniku wyborów w 1994 i 1999, będąc kandydatem Hiszpańskiej Socjalistycznej Partii Robotniczej. W IV i V kadencji był członkiem grupy socjalistycznej. Pracował m.in. w Komisji Gospodarczej i Walutowej. W PE zasiadał do 2004.